# Japón en los Juegos Olímpicos de Pyeongchang 2018
Japón estuvo representado en los Juegos Olímpicos de Pyeongchang 2018 por un total de 124 deportistas que compitieron en 13 deportes. Responsable del equipo olímpico fue el Comité Olímpico Japonés, así como las federaciones deportivas nacionales de cada deporte con participación.
La portadora de la bandera en la ceremonia de apertura fue la saltadora en esquí Sara Takanashi.
La participación nipona en estos Juegos fue exitosa, ya que con trece medallas consolidaron su mejor participación invernal, incluyendo la primera medalla en curling.

## Medallistas
El equipo olímpico japonés obtuvo las siguientes medallas:
| Nombre                                                                     | Deporte               | Competición               |
| -------------------------------------------------------------------------- | --------------------- | ------------------------- |
| Oro                                                                        |                       |                           |
| Yuzuru Hanyu                                                               | Patinaje artístico    | Individual M              |
| Nao Kodaira                                                                | Patinaje de velocidad | 500 m F                   |
| Nana Takagi                                                                | Patinaje de velocidad | Salida en grupo F         |
| Miho Takagi Ayano Sato Nana Takagi                                         | Patinaje de velocidad | Persecución por equipos F |
| Plata                                                                      |                       |                           |
| Akito Watabe                                                               | Combinada nórdica     | TN + 10 km M              |
| Shoma Uno                                                                  | Patinaje artístico    | Individual M              |
| Miho Takagi                                                                | Patinaje de velocidad | 1500 m F                  |
| Nao Kodaira                                                                | Patinaje de velocidad | 1000 m F                  |
| Ayumu Hirano                                                               | Snowboard             | Halfpipe M                |
| Bronce                                                                     |                       |                           |
| Satsuki Fujisawa Chinami Yoshida Yumi Suzuki Yurika Yoshida Mari Motohashi | Curling               | Equipo F                  |
| Daichi Hara                                                                | Esquí acrobático      | Baches M                  |
| Miho Takagi                                                                | Patinaje de velocidad | 1000 m F                  |
| Sara Takanashi                                                             | Saltos en esquí       | Trampolín normal F        |